# 올림픽 콩고 공화국 선수단
콩고라는 이름으로 경쟁하는 콩고 공화국은 1964년 처음으로 올림픽에 참가했으며 그 이후로 대부분의 하계 올림픽에 선수단을 파견해 왔다. 콩고는 대부분의 다른 아프리카 국가들과 함께 1968년 대회에 참가하지 않았고 1976년 대회도 보이콧했다. 콩고는 동계 올림픽에 참가한 적이 없다.
2016년 기준으로 총 74명의 선수(남자 45명, 여자 29명)가 콩고를 대표해 올림픽에 출전했다. 최연소 참가자는 1972년 15세 120일의 100m 달리기에 출전한 알폰스 양하트(Alphonse Yanghat)였으며, 최고령 참가자는 1992년 바르셀로나 올림픽 자유형 수영 50m 종목에 출전한 질 쿠드레이(36세 263일)였다. 콩고 출신의 어떤 선수도 올림픽 메달을 획득한 적이 없다. 하지만 프랑크 엘렘바(Franck Elemba)는 2016년 하계 올림픽 남자 포환던지기 부문에서 4위를 차지했다.
콩고 국가 올림픽 위원회는 1964년에 창설되었으며 같은 해 국제 올림픽 위원회의 승인을 받았다.

## 대회별 메달 집계

### 하계 올림픽 메달 집계
| 경기                  | 선수          | 금   | 은   | 동   | 합계 | 순위 |
| 1964년 도쿄           | 2             | 0    | 0    | 0    | 0    | –    |
| 1968년 멕시코시티     | 불참          | 불참 | 불참 | 불참 | 불참 | 불참 |
| 1972년 뮌헨           | 6             | 0    | 0    | 0    | 0    | –    |
| 1976년 몬트리올       | 불참          | 불참 | 불참 | 불참 | 불참 | 불참 |
| 1980년 모스크바       | 24            | 0    | 0    | 0    | 0    | –    |
| 1984년 로스앤젤레스   | 9             | 0    | 0    | 0    | 0    | –    |
| 1988년 서울           | 7             | 0    | 0    | 0    | 0    | –    |
| 1992년 바르셀로나     | 7             | 0    | 0    | 0    | 0    | –    |
| 1996년 애틀랜타       | 5             | 0    | 0    | 0    | 0    | –    |
| 2000년 시드니         | 5             | 0    | 0    | 0    | 0    | –    |
| 2004년 아테네         | 5             | 0    | 0    | 0    | 0    | –    |
| 2008년 베이징         | 5             | 0    | 0    | 0    | 0    | –    |
| 2012년 런던           | 7             | 0    | 0    | 0    | 0    | –    |
| 2016년 리우데자네이루 | 10            | 0    | 0    | 0    | 0    | –    |
| 2020년 도쿄           | 3             | 0    | 0    | 0    | 0    | –    |
| 2024년 파리           | 미래의 이벤트 |      |      |      |      |      |
| 2028년 로스앤젤레스   | 미래의 이벤트 |      |      |      |      |      |
| 2032년 브리즈번       | 미래의 이벤트 |      |      |      |      |      |
| 합계                  | 합계          | 0    | 0    | 0    | 0    | –    |

## 같이 보기
- 하계 올림픽 참가국 목록